# شيحان (نهم)

تعديل مصدري - تعديل

شيحان هي إحدى قرى عزلة عيال غفير بمديرية نهم التابعة لمحافظة صنعاء، بلغ تعداد سكانها 229 نسمة حسب تعداد اليمن لعام 2004.